# Parc national naturel de Tamá
Le parc national naturel de Tamá est un parc national situé dans le département de Norte de Santander, en Colombie.

## Géographie
Le parc est situé dans la partie nord-est de la cordillère Orientale. Il est contigu au parc national El Tamá, au Venezuela, qui ajoute 1 390 km2 à la superficie totale de la zone protégée,. Une de ses principales attractions est une chute d'eau de 820 mètres, l'une des plus hautes du monde.
L'altitude varie entre 800 et 3 800 mètres, la plus grande partie du parc étant au-dessus de 2 500 mètres. Les températures oscillent entre 6 et 25 °C.

## Faune et flore
Tamá présente quatre types d'environnements naturels : forêt vierge tropicale, forêt sub-andine, forêt andine et páramo. La flore est notamment représentée par le weinmannia pubescens, le Befaria glauca, l'aulne des Andes (en) et l'endémique Espeletia uribei qui atteint 11 mètres de haut. Les Palmiers prospèrent aux altitudes basses et des mousses de sphaigne poussent dans les marécages.
La faune est variée. Les mammifères notables sont l'ours noir, l'opossum, les cervidés et les fourmiliers. Les oiseaux courants sont le guacharo des cavernes, l'hocco à pierre et la conure à poitrine brune, une espèce endémique de la région.

## Sources
- (en) IUCN, IUCN directory of neotropical protected areas, IUCN, 1982, 436 p. (ISBN 978-0-907567-62-2, lire en ligne)